# Oplurus grandidieri
Oplurus grandidieri je druh saxikolní ještěrky žijící na ostrově Madagaskar, kde je endemitem. Své jméno grandidieri dostalo od svého objevitele francouzského badatele a biologa Alfreda Grandidieriho.